# Maudlin of the Well
maudlin of the Well (oft als motW abgekürzt) war eine Avantgarde-Metal-Band aus Boston, Massachusetts. Sie zeichnete sich durch einen besonders atmosphärischen Stil aus, der immer wieder von harten (Doom)-Metal-Passagen abgelöst wurde. Weitere Einflüsse von Maudlin Of The Well waren Progressive Metal, Death Metal, Space Rock sowie Indie-Rock.

## Bandgeschichte
maudlin of the Well wurde 1996 von einer Vielzahl unterschiedlicher Musiker (unter anderem von Toby Driver) gegründet und löste sich im Jahr 2003 auf. In diesem Zeitraum veröffentlichte die Band drei Alben: My Fruit Psychobells... A Seed Combustible (1999), Bath (2001) und Leaving Your Body Map (2001), wobei die letzten beiden CDs als zusammenhängende Alben angesehen werden können.
Nach der Auflösung der Band formierten viele der alten Bandmitglieder die Gruppe Kayo Dot, die auch heute noch existiert, sich aber vom Metal-Gehalt der Stücke verabschiedet und sich dem Postrock zugewandt hat.
Zentrales Thema der Songtexte von maudlin of the Well ist die sogenannte Astrale Projektion, ein Zustand, der dem bewusster Träume ähnelt.
maudlin of the Well versuchte musikalisch das umzusetzen, was die Bandmitglieder in der sogenannten Astralebene empfunden und gespürt hatten. Deshalb wurde seitens der Gruppe oft eher davon gesprochen, Musik zu finden, anstatt sie zu schreiben.
Während der Arbeiten am vierten Album verließen viele Langzeit-Mitglieder die Band, so dass sich die Gruppe in Kayo Dot umbenannte. Die neue CD namens Choirs Of The Eye wurde schließlich im Jahre 2003 unter dem neuen Bandnamen veröffentlicht.
Im Mai 2009 wurde das Album Part The Second veröffentlicht. Es enthält einige noch nicht aufgenommene und unveröffentlichte Stücke und wurde mit Spenden interessierter Fans finanziert, nachdem Toby Driver in seinem Weblog diese Stücke erwähnt hatte.

## Diskografie
- 1999: My Fruit Psychobells...A Seed Combustible
- 2001: Bath
- 2001: Leaving Your Body Map
- 2009: Part The Second